# 警視庁ひきこもり係
『警視庁ひきこもり係』（けいしちょうひきこもりがかり）は、2021年8月5日20時からテレビ朝日系で放送されたスペシャルドラマである。

## 登場人物

### ひきこもり係
働き方改革に伴う人材不足の部署を支援するため武蔵野中央署に創設された生活安全課総務2係の通称。所属警官が全員ひきこもり、もしくはひきこもり予備軍。
引谷太郎（ひきたに たろう）
演 - 滝藤賢一
ひきこもり係キャップ。元公安部。署内の一室にひきこもり、捜査でも一歩も外に出ない。公安部だった3年前、信頼する人物から裏切られ重傷を負ったが一命をとりとめ、残された妻子に危害を加えられることを恐れ対外的には亡くなったことにし、「風間」という本名を捨て、ひきこもることで自身の存在を消していた。
百田桜（ももた さくら）
演 - 山本舞香
高いIQを誇る元ハッカー。漫画喫茶にひきこもる。100のSNSアカウントを駆使し総数1億人以上のフォロワーを誇る。学生時代、ひとり優秀過ぎて周囲となじめず、ネットの世界に居場所を見出しひきこもりとなる。
草壁栄次（くさかべ えいじ）
演 - 戸塚純貴
ひきこもり予備軍。唯一外に出て捜査が行える人材。元陸上選手。かつて大崎南署の刑事課に所属していたが、暴行犯から子供を守る際に右足の太腿を刃物で刺され大腿筋断裂により速く走ることが困難となり、入庁5年で戦力外通告を受ける。
家藤時子（いえふじ ときこ）
演 - 富田靖子
元科捜研。母の介護のため休職し、介護中心の生活で社会から孤立する。復職後も基本は自宅からリモート勤務。FBIでの捜査経験がある。
花房等（はなふさ ひとし）
演 - 高田純次
嘱託署員。3年前に定年退職した、数々の難事件を解決したベテラン刑事。長年培ってきた人脈を駆使してひきこもり係のメンバーをスカウトする。退職後、ひきこもりになっていた。

### ひきこもり係の関係者
風間皐月（かざま さつき）
演 - 大塚千弘
引谷の妻。夫は殉職したと聞かされており、本当は生きていることを知らない。
風間光太（かざま こうた）
演 - 川原瑛都（3歳時：川田琥太郎）
引谷の息子。もうすぐ小学校に入学する。
家藤久子
演 - 勝倉けい子
時子の母。娘・時子に介護されている。声が出せなくなっているが、時子の読唇術で意思の疎通を図ることができる。

### 刑事課強行犯係
高瀬美幸（たかせ みゆき）
演 - 野波麻帆
警部補。山岸の殺人事件を捜査する刑事。リモートで捜査ができるはずがないと引谷と対立しつつも、捜査に協力する。
水沢圭介（みずさわ けいすけ）
演 - 猪塚健太
巡査部長。高瀬の後輩。高瀬を尊敬している。
石川彰（いしかわ あきら）
演 - 川井つと
警視庁刑事部捜査第一課・係長。昔、強盗犯取り逃しを花房に尻拭いしてもらったことから、彼には頭が上がらない。

### 警察庁
天野譲治（あまの じょうじ）
演 - 林家三平
長官官房審議官・警視監。退職後、ひきこもっていた花房を嘱託署員として復帰させた人物。

### 殺人事件の関係者
今井純奈（いまい じゅんな）
演 - 北香那（幼少期：金子莉彩）
保育士。行方不明になった婚約者・佐藤謙介を探して欲しいとひきこもり係を訪ねる。
山岸凌平（やまぎし りょうへい）〈39〉
演 - 古澤蓮
大手IT企業「マウンテン」代表。絞殺され、土下座の格好で遺体が発見される。偽名を使って28人の女性に結婚詐欺を働いており、佐藤謙介の偽名で純奈も騙していた。
町田和也（まちだ かずや）
演 - 須賀健太（幼少期：石田星空）
水の配達業者「サニーウォーター」の社員。純奈の働く保育園に出入りしいる。山岸が殺害された時刻、現場となった公園から慌てて出ていく姿がタクシーのドライブレコーダーに記録されていたことから捜査をうけると逃亡する。18年前、父の経営する会社「タウンネット」を不当な手段で乗っ取った山岸と浅見を復讐のため殺害したことを自供する遺書と、犯行に使った凶器のタオルを残しビルから飛び降りる。
國村一郎（くにむら いちろう）
演 - 吉田ウーロン太
「サニーウォーター」の町田の同僚。暴行や窃盗の前科がある町田は今では更生していると聞き込みに来た高瀬に告げる。
浅見麻里（あさみ まり）〈48〉
演 - 氏家恵
「マウンテン」の顧問弁護士。山岸同様に土下座の格好をした遺体が発見される。町田とは知人であった。
福富豊（ふくとみ ゆたか）
演 - 正名僕蔵
大手IT企業「福々」代表取締役社長。山岸の会社の競合。山岸殺害の時刻、会社説明会を生配信していたアリバイを主張する。

### その他
保育士
演 - 見里瑞穂
純奈の同僚。

## スタッフ
- 脚本 - 大北はるか
- 演出 - 樹下直美
- 音楽 - 鈴木ヤスヨシ
- スタントコーディネーター - 劔持誠
- 警察監修 - 石坂隆昌
- 医療監修 - 中澤暁雄
- ゼネラルプロデューサー - 関拓也（テレビ朝日）
- プロデューサー - 都築歩（テレビ朝日）、岡美鶴（アズバーズ）
- 制作協力 - アズバーズ
- 制作著作 - テレビ朝日